# Melasz (cukoripar)

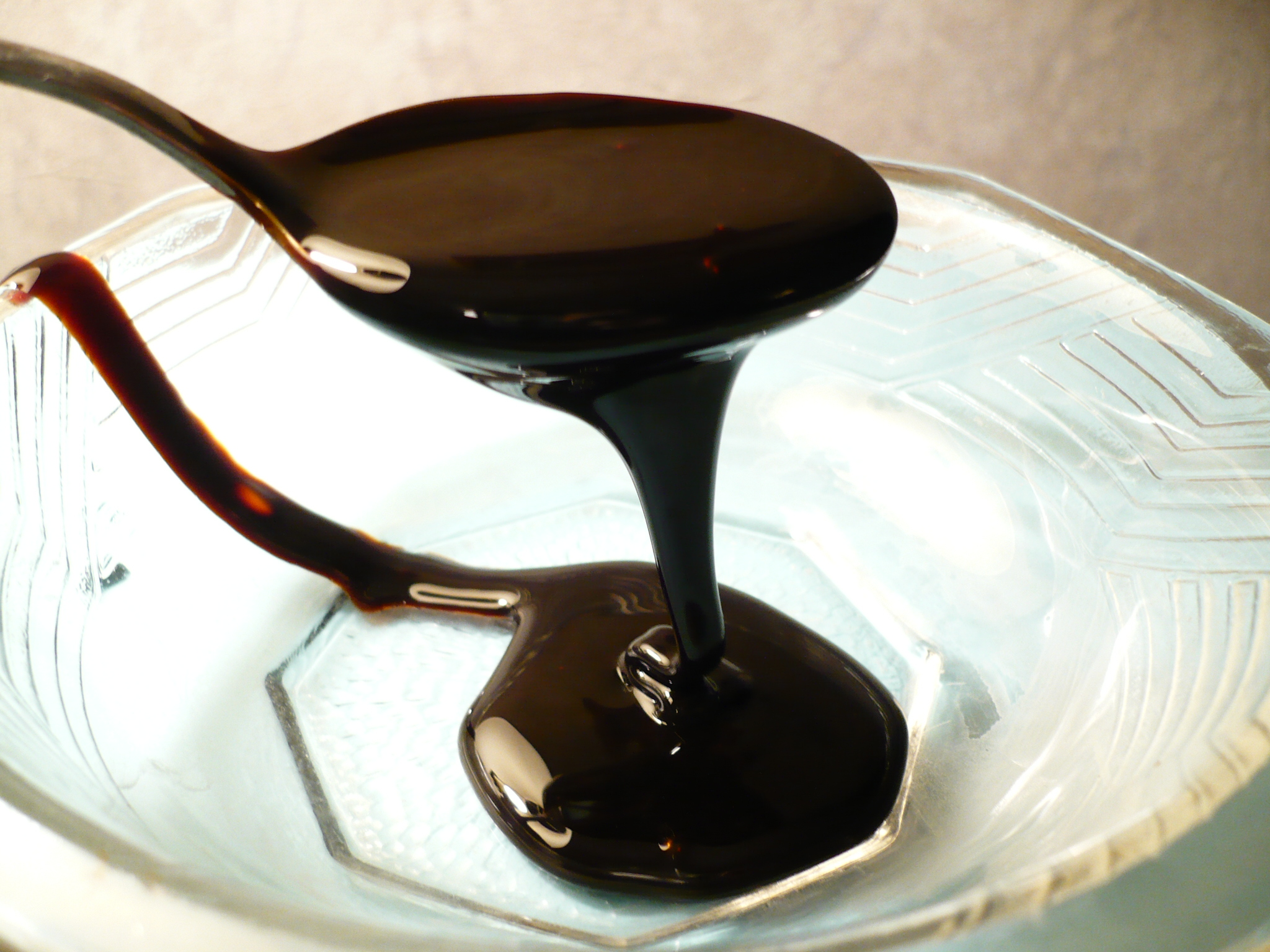
Háromszor felfőzött cukornádmelasz

A melasz sűrű cukorszirup, a cukorrépa vagy cukornád cukorrá történő feldolgozásának mellékterméke.
A melasz minősége függ a cukornád vagy -répa minőségétől, a belőle kivont cukor mennyiségétől és a kivonás módszerétől. Az MSZ 20606-56 szabvány szerint a jelző nélküli „melasz” csak a cukorrépából származó melaszt jelenti, a más eredetűeket jelzővel kell ellátni például nádmelasz, finomítómelasz.

## Nevének eredete
A melasz szó már 1400 körül megjelent a nádcukorgyártás során keletkező különböző minőségű szörpök megnevezésére. A szó latin eredetű: a mel (méz) szóból képzett mellaceus (mézszerű) szóra vezethető vissza.

## Melasz
A cukorrépánál a kristályosítás utolsó szakaszában centrifugálással  leválasztott szörpöt hívják melasznak. 
A cukorrépa melasza kb. 50%-ban cukor, főleg szacharóz, de tartalmaz glükózt és fruktózt is. A melasz cukortartalma függ a cukorrépa cukortartalmától, a gyártási veszteségtől, a sűrűlé és a melasz tisztasági hányadosától, azaz a cukor és a szárazanyag-tartalom arányától. 
Az átlagos összetételű melaszban a cukron kívül egyéb szárazanyagok is találhatóak: 6,78%-ban nitrogénmentes szerves anyagok (például invertcukor és raffinóz), 15,47%-ban nitrogéntartalmú szerves anyagok (például betain, aminosavak), illetve 9,75%-ban szervetlen anyagok (hamu).
Nagy viszkozitása miatt nehezen szállítható, és a benne levő cukor gazdaságosan nem termelhető ki.
Melasztermelés az Európai Unióban, 2010/11-ben és 2013/14-ben
| Ország             | Melasztermelés 2010/11 ezer tonna | Melasztermelés 2013/14 ezer tonna |
| ------------------ | --------------------------------- | --------------------------------- |
| Ausztria           | 95                                | 116                               |
| Belgium            | 113                               | 117                               |
| Csehország         | 86                                | 66                                |
| Dánia              | 70                                | 75                                |
| Egyesült Királyság | 100                               | 98                                |
| Franciaország      | n.a.                              | n.a.                              |
| Finnország         | 21                                | 15                                |
| Görögország        | 32                                | 20                                |
| Hollandia          | 182                               | 180                               |
| Horvátország       | 59                                | 59                                |
| Lengyelország      | 366                               | 437                               |
| Litvánia           | 21                                | 29                                |
| Magyarország       | 26                                | 36                                |
| Németország        | 768                               | 807                               |
| Olaszország        | n.a.                              | n.a.                              |
| Portugália         | n.a.                              | n.a.                              |
| Spanyolország      | 138                               | 121                               |
| Svédország         | 58                                | 58                                |
| Szlovákia          | 37                                | 39                                |
| EU összesen        | 2115                              | 2272                              |

## Nádmelasz
A cukornád melasza fiatal, zöld cukornádból keletkezik, amelyet kén-dioxiddal kezelnek (ez tartósítja). Kén-dioxid-kezelés nélkül csak érett cukornádból lehet kivonni. A melasz (azaz tiszta cukornádszirup) készítéséhez a leszüretelt nádról letépkedik a leveleket, majd megfőzik a nádakat, hogy kiváljon a cukor. Ha csak egyszer főzik fel, édesebb melasz készül, mert kevesebb cukor válik ki. Ha másodszor is felfőzik, kesernyésebb lesz. Harmadszori kifőzésnél a szacharóz nagy része kiválik belőle, de még mindig nagy adagban tartalmaz cukrot. A finomított cukorral ellentétben van benne többféle vitamin és ásványi anyag is, például kalcium, magnézium és vas, mégpedig annyi, hogy egy evőkanálnyi belőle fedezi a napi ásványianyag-szükséglet 20%-át.

## Felhasználása
Leginkább a szesz- és élesztőiparban használatos alapanyagként.

### Felhasználása a takarmányozásban
Takarmányozásra már a 19. század közepe óta használják száraz takarmányra öntve, hígított formában megitatva. A 20. század elejétől kezdve különböző keverékeket állítottak elő korpa, tőzeg, kukoricacsutka, kukoricaszár vagy szárított répaszelet felhasználásával. Nagy szénhidráttartalma miatt – a szarvasmarhatápba bedolgozva – kedvezően hat a zsír- és tejképződésre. Karbamiddal, vitaminokkal dúsítható. Ízét az állatok szeretik, így szívesen fogyasztják, ami magasabb takarmányfelvételt eredményez.  A granulált tápgyártás során, a tápok és pelletek energiatartalmának növelése mellett, kötőanyagként is használják. A melasz – ízesítő és ragacsos tulajdonsága miatt – a dercés tápokhoz is adagolható. A dercés tápok közül főleg a baromfitápokba adagolják.
Használatának előnye abból is fakad, hogy a különböző típusú és eltérő forrásból származó, eltérő halmazállapotú cukrokat különbözőképpen tudják hasznosítani a haszonállatok. A melasz alapú takarmánykiegészítők jellemzően folyékony halmazállapotúak, javítják a rostemésztést, a tápanyag- és szárazanyag felvételt. Az ezek formájában bevitt cukrok 2-4 óra alatt teljesen lebontásra kerülnek. Fontos szerepet tölt be a kérődzők takarmányozásában, a bendőteljesítmény javítását célzó speciális termékekben is gyakran megtalálható.
A melaszból többféle folyékony takarmánykiegészítőt is előállítanak, melyeknek összefoglaló neve: MelaVite. Magas cukor- és szárazanyag-tartalmuk révén a kérődző állatok (legfőképp szarvasmarha) takarmányozásánál alkalmazzák őket, elsősorban a tej minőségének (a tejzsír- és a tejfehérje-tartalmának) javítása céljából.
A melasz, mint takarmány alapanyag megtalálható a Bizottság (2013. január 16.) a takarmány-alapanyagok jegyzékéről szóló 68/2013/EU rendeletében. A Magyarországon elérhető termékek közös jellemzője, hogy megfelelnek a Magyar Takarmánykódex kötelező előírásairól szóló, 44/2003. (IV. 26.) FVM rendeletben foglaltaknak. Ennek értelmében a melaszos takarmány melasz felhasználásával előállított, legalább 14%, szacharózban kifejezett összcukrot tartalmazó kiegészítő takarmány.